# カレイドスコープ (メキシコのバンド)
カレイドスコープ （Kaleidoscope）は1960年代後半に活動したメキシコのサイケデリック／ガレージロック・バンド。

## 概要
イギリスや、デヴィッド・リンドレーの居た同名のバンドとは関係なく、このカレイドスコープはメキシコのグループで、他の2バンドと同じく1960年代後半に活動していた。バンドはメキシコ・シティ（後にクエルナバカ）で多くのギグを行っていたが、彼らの中にメキシコ出身者はいなかった。プエルトリコ出身のフランク・ティラードがヴォーカルとベースを担当し、同じくプエルトリコ出身のオルリー・バスケスとスペインから移住してきたペドリン・ガルシアがエレキギターを担当した。ドミニカ共和国のラファエル・クルスとフリオ・アルトゥーロ・フェルナンデスがドラムとオルガンを担当した。彼らは1967年にドミニカ共和国のファビオラ・スタジオで唯一のセルフ・タイトル・アルバムをレコーディングしたが、メキシコのレーベル、オルフェオンからリリースされたのはその2年後だった。彼らの唯一のアルバム（完全に英語で歌われている）は、分厚いハモンド・オルガン、ファズ・ギター、投げやりなヴォーカルを多用した、ガレージロック・サイケデリック・ロックの典型的な作品ではあるが、かなり良質なものだった。このアルバムは、67年ごろのサイコ映画のサウンドトラックのようだが、そのような映画音楽とは一線を画しており、予測不可能な奇抜なエフェクトとリード・ヴォーカル（かすかにメキシカン・スペイン語の訛りが感じられる程度）が淡々としたシニカルな雰囲気を醸し出している。このLPの初回プレス枚数はわずか数百枚で、ラ・シルエラ・エレクトリカからリイシューされたものの、600枚の限定盤だったと伝えられている。

## メンバー
※1969年のアルバム、「Kaleidoscope」のクレジットより
- フランシスコ・"フランク"・ティラード（Francisco "Frank" Tirado） - ベース、ヴォーカル、作曲（リーダー）
- ラファエル・クルス (Rafael Cruz）- ドラムス
- アディブ・カスタ (Adib Casta) - ギター
- ペドリン・ガルシア (Pedrín García) - ギター
- オルランド・"オルリー"・バスケス (Orlando "Orly" Vázquez) - ギター、ベース
- フリオ・アルトゥーロ・フェルナンデス (Julio Arturo Fernández) - オルガン

## ディスコグラフィー
- 1969年: "Kaleidoscope"

収録曲:
Side A
1. Hang Out	2:15
2. Ps Come Back	2:05
3. A Hole In My Life	2:29
4. Let Me Try	3:31
5. I Think It's All Right	2:55
6. Colours	2:30

Side B
1. Once Upon A Time There Was A World	8:10
2. A New Man	2:35
3. I'm Crazy	3:30
4. I'm Here, He's Gone, She's Cryin' 2:28

### シングル
- 不明 年　A New Man / I’am Crazy
- 1968年　Colours / I`m Crazy